# Liesbet Vindevoghel
Liesbet Vindevoghel est une ancienne joueuse de volley-ball belge née le 29 décembre 1979 à Gand (Belgique). Elle mesure 1,89 m et jouait au poste de réceptionneuse-attaquante. 

## Clubs
| Club                         | De        | À         |
| ---------------------------- | --------- | --------- |
| VDK Gent Dames               | 1995-1996 | 1998-1999 |
| Asterix Kieldrecht           | 1999-2000 | 2002-2003 |
| Busto Arsizio                | 2003-2004 | 2004-2005 |
| Minerva Volley Pavia         | 2005-2006 | 2005-2006 |
| Pallavolo Volta              | 2006-2007 | 2007-2008 |
| Brunelli Volley Nocera Umbra | 2008-2009 | 2008-2009 |
| Minerva Volley Pavia         | 2009-2010 | 2009-2010 |
| Toray Arrows                 | 2010-2011 | 2010-2011 |
| Bielsko-Biała                | 2011-2012 | 2011-2012 |
| Chieri Volley                | 2012-2013 | 2012-2013 |
| River Volley Piacenza        | 2013-2014 | 2013-2014 |
| Promoball Flero              | 2014-2015 | 2014-2015 |
| AS Saint-Raphaël             | 2015-2016 | 2017-2018 |

## Palmarès
- Top Teams Cup
  - Vainqueur : 2001.
- Championnat de Belgique
  - Vainqueur : 2000, 2001.
- Coupe de Belgique
  - Vainqueur : 2001, 2002.
- Supercoupe d'Italie
  - Vainqueur : 2013.
- Coupe d'Italie
  - Vainqueur : 2014.
- Championnat d'Italie
  - Vainqueur : 2014.
- Championnat de France
  - Vainqueur : 2016.
- Supercoupe de France
  - Vainqueur : 2016.